# 蚀刻版画

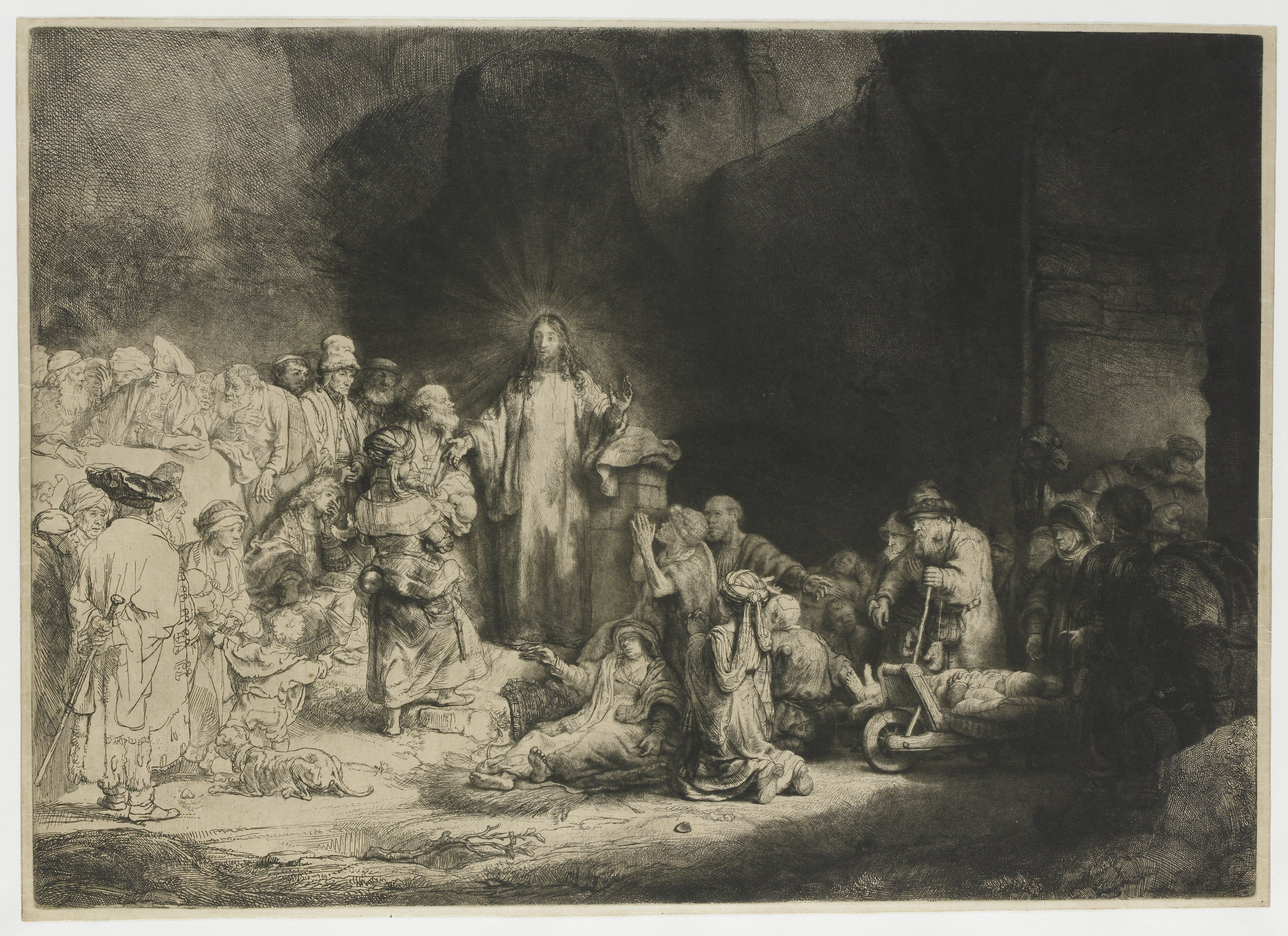
伦勃朗的蚀刻版画《基督宣道》，作于约1648年

蚀刻版画是一种版画的作画方法，先在金属板上雕刻，然后用强酸腐蚀，制成凹版，再用油墨印刷成版画。现代也有用其他材料和其他化学腐蚀剂的方法。 
做蚀刻版画的金属板一般用铜、锌或钢板，先涂上一层蜡，画家用针作画，也可以用宽刀画粗面，画出的线和面的蜡被去除，然后放到酸浴中浸泡或用酸洗，去除蜡的部分被腐蚀凹进去，完成后将蜡洗去，涂上油墨，擦去表面的油墨，只剩下凹线中的油墨，再用压力转印到纸上。一张版可以印制几百张版画，直到版面磨损。画家在制作蚀刻版画时，有时也直接刻制、修复部分线条。